# Џејн Греј
Џејн Греј (енгл. Lady Jane Grey; 1536/1537 — Лондон тауер, Енглеска, 12. фебруар 1554) била је енглеска племкиња за коју неки историчари сматрају да је била енглеска владајућа краљица. Њена оспорена владавина почела је, према неким тумачењима, након смрти њеног рођака Едварда VI, а по другима четири дана касније, када је проглашена краљицом. Велики број историчара, међутим, сматра да она никада није de jure владала, јер се њен долазак на трон противио Трећем наследном акту којег је издао Хенри VIII, а по којем је Едвардова права наследница била његова полусестра, Марија. Марија I је збацила и затворила Џејн девет дана након што је Џејн проглашена краљицом, те наредила погубљење Џејн и њеног мужа седам месеци касније.

## Биографија

### Порекло и породица
Била је најстарија кћер Хенрија Греја, маркиза од Дорсета и леди Френсис Брендон. По мајци је била унука Марије Тјудор, млађе од две сестре енглеског краља Хенрија VIII , те тако праунука енглеског краља Хенрија VII и Елизабете од Јорка. У младости је стекла одлично образовање, па се изврсно служила латинским, грчким и јеврејским језиком. Кроз свој одгој и образовање постала је религиозна протестанткиња. Имала је репутацију најбоље образоване жене свог времена.
Џејн је имала врло тешко детињство. Њена мајка је била доминантна жена која је своју најстарију кћерку сматрала преслабом и пренежном. Редовним батинама Френсис је желела да очврсне тиху Џејн. Како није уживала мајчинску љубав, Џејн се окренула књигама, те убрзо усавршила своје познавање језика и уметности. Године 1546. послата је код Катарине Пар, тадашње супруге Хенрија VIII. Катарина, која није имала деце, пружила је Џејн љубав која јој је недостајала. Након Хенријеве смрти, Катарина се преудаје по четврти пут, те води Џејн и своју пасторку Елизабету са собом. Катарина умире убрзо након што је родила своје једино дете, остављајући Џејн опет без мајчинске фигуре. Џејн је водила Катаринину церемонију сахране. Катаринин удовац, Томас Симор, желео је да Џејн уда за Едварда VI, али ова је могућност пала у воду пошто је Томасов брат Едвард, стриц и регент Едварда VI, брак са француском принцезом сматрао бољим политичким потезом.
Френсис је сада почела да тражи прилике за своју кћер другде. Џон Дадли, војвода од Нортамберланда, смислио је план према којем би свог сина, лорда Гилдфорда Дадлија, венчао са њеном ћерком, и путем које би војвода од Нортамберланда очувао своју моћ. Стога је војвода од породице Греј затражио руку њихове кћери за свога сина. Џејн је у почетку одбијала војводин предлог јер је сматрала да је Гилдфорд ружан и глуп. Међутим, као и све жене тога времена, није имала избора него је морала да послуша родитеље, те се 15. маја 1553. удала за Гилдфорда.

## Право на трон
Џејн и њене три сестре припадале су млађој наследној линији као унуке Марије Тјудор. Припадници старије наследне линије, оне по Хенријевој старијој сестри Маргарети, искључени су Хенријевом вољом из наследног низа, како Шкоти не би сели на енглески трон. Још један разлог за избацивање чланова шкотске краљевске породице из наследне линије био је закон који је парламент донео још 1431. године, а који спречава странце да наследе енглеску земљу.
Током болести петнаестогодишњег краља Едварда VI постављало се питање његовог наследника. Ни Едвард ни његов лорд протектор, тј мајчин брат и старатељ, бојећи се рестаурације католицизма, нису желели да круну наследи Едвардова полусестра, католикиња Марија. Нису желели да признају прави разлог избацивања Марије из наследства, па је званичан разлог била Маријина илегитимност, али то је значило и да Едвардова друга полусестра, Елизабета, мора бити избачена из наследне линије. Након Марије и Елизабете, које су поново биле искључене из наследне линије због тога што су биле рођене у поништеним Хенријевим браковима, следећа у наследној линији по вољи Хенрија VIII била је Џејнина мајка, Френсис Брендон. Ни она није била по вољи војводе од Нортамберланда, јер се бојао да би њен супруг, Хенри Греј, могао да тражи круну за себе.
Како је сматрао да је план био довољно припремљен, Џон Дадли је издао заповест судијама да пре Едвардове смрти саставе тестамент према којој би круну наследила његова снаха или њени наследници, то јест, његови унуци. Историчари и правни стручњаци оспоравају правну ваљаност овог тестамента из више разлога, међу којима су најјачи аргументи то што је тестамент саставио малолетни и тешко болесни краљ. Џејн Греј се противила и Закону о насљеђивању, донесеним у време Хенрија VIII.

## Деветодневна владавина
Едвард VI умро је 6. јула 1553. године, а 10. јула 1553, супротно тадашњем обичају да се наследник сам прогласи монархом, војвода од Нортамберланда је своју снаху прогласио краљицом. Одмах након проглашења, она и Гилдфорд су пресељени у Лондон тауер, где су краљеви према обичају боравили пре својег крунисања. Први акт нове краљице био је да одбије дати свом мужу титулу краља, јер би тај чин деградирао њен статус суверена. Уместо тога, понудила му је титулу војводе од Кларенса.
Џон је, желећи да обезбеди да његова петнаестогодишња снаха остане на трону како би он преко ње могао остваривати своје циљеве, прво морао да уклони Марију, главну супарницу Џејниног права на трон. Марија је, међутим, на време била обавештена о плановима војводе од Нортамберланда и побегла у Сафок.
За само девет дана Марија је скупила војску од 20.000 људи и до 19. јула умарширала у Лондон, те свргнула Џејн са трона. Парламент је Марију истог тренутка прогласио законитом наследницом и краљицом. Џон Дадли је одмах био погубљен, а Џејн и Гилфорд затворени под оптужбом за велеиздају.

## Суђење и погубљење
Џејн и Гилдфорд, заједно са њиховом браћом, оптужени су за велеиздају и уроту против краљице. Суђено им је у Лондону 13. новембра 1553. године. Сви оптужени проглашени су кривима и осуђени на смрт. Према пресуди, Џејн је требало да буде спаљена жива на Тауер Хилу, или обезглављена у Лондон тауеру, како Марија пожели. Марија I је Џејн првобитно поштедела смртне казне под утицајем амбасадора Карла V, али ју је оставила у Лондон тауеру.
У јануару 1554. године дошло је до протестантске побуне којом је Џејн желела да поврати престо. Ова побуна је запечатила Џејнину судбину, иако она сама није била директно умешана у њу. Побуну је изазвало Маријино венчање са шпанским принцем Филипом. Овај брак јој је заувек однео почетну популарност. Џејнин отац и остали племићи придружили су се побуни и захтевали Џејнину рестаурацију. Филип и његови саветници саветовали су Марији да погуби Џејн, како би једном заувек прекинули протестантске побуне.
У раним јутарњим сатима 12. фебруара 1554. године, Гилдфорд је одведен и јавно погубљен на Тауер Хилу. Кочија је његово тело и главу вратила у Лондон тауер, где је Џејн чекала извршење своје казне. Њој је омогућена приватна егзекуција унутар тауера. Приватне егзекуције обично су биле привилегије само људи краљевског рода, а Џејнина се сматрала Маријином гестом из поштовања. Уз Џејн је задње сате њеног живота провео католички капелан којег је Марија безуспешно послала да преобрати Џејн. Према обичају, џелат је тражио опрост од Џејн, те га је и добио.
Шеснаестогодишња девојка, коју је судбина учинила краљицом Енглеске, погубљена је 12. фебруара 1554. године. Чини се да њена мајка није учинила ништа да спаси кћер од судбине коју јој је наменила Марија. Сама Марија умреће четири године након ове одлуке. Џејн је сахрањена у краљевској капели Свети Петар у ланцима. Отац јој је погубљен 7 дана после, а само три седмице касније мајка јој се преудала. Марија је дозволила Френцис и њеним кћерима да живе на двору, а није познато да ју је више икада споменула, оставши равнодушна према њој, као што је била и за време Џејниног живота. Кратки живот, још краћа владавина и насилна смрт Џејн Греј инспирисала је многа литерарна, музичка, ликовна и филмска уметничка дела.

## Породично стабло
|  |                                     |  |  |  |  |  |  |  |  |  |  |  |  |  |  |  |
|  | 16. Џон Греј                        |  |  |  |  |  |  |  |  |  |  |  |  |  |  |  |
|  |                                     |  |  |  |  |  |  |  |  |  |  |  |  |  |  |  |
|  |                                     |  |  |  |  |  |  |  |  |  |  |  |  |  |  |  |
|  | 8. Томас Греј, 1. маркиз од Дорсета |  |  |  |  |  |  |  |  |  |  |  |  |  |  |  |
|  |                                     |  |  |  |  |  |  |  |  |  |  |  |  |  |  |  |
|  |                                     |  |  |  |  |  |  |  |  |  |  |  |  |  |  |  |
|  | 17. Елизабет Вудвил                 |  |  |  |  |  |  |  |  |  |  |  |  |  |  |  |
|  |                                     |  |  |  |  |  |  |  |  |  |  |  |  |  |  |  |
|  |                                     |  |  |  |  |  |  |  |  |  |  |  |  |  |  |  |
|  | 4. Томас Греј                       |  |  |  |  |  |  |  |  |  |  |  |  |  |  |  |
|  |                                     |  |  |  |  |  |  |  |  |  |  |  |  |  |  |  |
|  |                                     |  |  |  |  |  |  |  |  |  |  |  |  |  |  |  |
|  | 18. Вилијам Бонвил                  |  |  |  |  |  |  |  |  |  |  |  |  |  |  |  |
|  |                                     |  |  |  |  |  |  |  |  |  |  |  |  |  |  |  |
|  |                                     |  |  |  |  |  |  |  |  |  |  |  |  |  |  |  |
|  | 9. Сесили Греј                      |  |  |  |  |  |  |  |  |  |  |  |  |  |  |  |
|  |                                     |  |  |  |  |  |  |  |  |  |  |  |  |  |  |  |
|  |                                     |  |  |  |  |  |  |  |  |  |  |  |  |  |  |  |
|  | 19. Катарина Невил                  |  |  |  |  |  |  |  |  |  |  |  |  |  |  |  |
|  |                                     |  |  |  |  |  |  |  |  |  |  |  |  |  |  |  |
|  |                                     |  |  |  |  |  |  |  |  |  |  |  |  |  |  |  |
|  | 2. Хенри Греј                       |  |  |  |  |  |  |  |  |  |  |  |  |  |  |  |
|  |                                     |  |  |  |  |  |  |  |  |  |  |  |  |  |  |  |
|  |                                     |  |  |  |  |  |  |  |  |  |  |  |  |  |  |  |
|  | 20. Николас Вотон                   |  |  |  |  |  |  |  |  |  |  |  |  |  |  |  |
|  |                                     |  |  |  |  |  |  |  |  |  |  |  |  |  |  |  |
|  |                                     |  |  |  |  |  |  |  |  |  |  |  |  |  |  |  |
|  | 10. Ричард Вотон                    |  |  |  |  |  |  |  |  |  |  |  |  |  |  |  |
|  |                                     |  |  |  |  |  |  |  |  |  |  |  |  |  |  |  |
|  |                                     |  |  |  |  |  |  |  |  |  |  |  |  |  |  |  |
|  | 21. Елизабета Бамбург               |  |  |  |  |  |  |  |  |  |  |  |  |  |  |  |
|  |                                     |  |  |  |  |  |  |  |  |  |  |  |  |  |  |  |
|  |                                     |  |  |  |  |  |  |  |  |  |  |  |  |  |  |  |
|  | 5. Маргарет Вотон                   |  |  |  |  |  |  |  |  |  |  |  |  |  |  |  |
|  |                                     |  |  |  |  |  |  |  |  |  |  |  |  |  |  |  |
|  |                                     |  |  |  |  |  |  |  |  |  |  |  |  |  |  |  |
|  | 22. Хенри Белнап                    |  |  |  |  |  |  |  |  |  |  |  |  |  |  |  |
|  |                                     |  |  |  |  |  |  |  |  |  |  |  |  |  |  |  |
|  |                                     |  |  |  |  |  |  |  |  |  |  |  |  |  |  |  |
|  | 11. Ен Белкнап                      |  |  |  |  |  |  |  |  |  |  |  |  |  |  |  |
|  |                                     |  |  |  |  |  |  |  |  |  |  |  |  |  |  |  |
|  |                                     |  |  |  |  |  |  |  |  |  |  |  |  |  |  |  |
|  | 23. Маргарет Нолис                  |  |  |  |  |  |  |  |  |  |  |  |  |  |  |  |
|  |                                     |  |  |  |  |  |  |  |  |  |  |  |  |  |  |  |
|  |                                     |  |  |  |  |  |  |  |  |  |  |  |  |  |  |  |
|  | 1. Џејн Греј (1536/1537—1554)       |  |  |  |  |  |  |  |  |  |  |  |  |  |  |  |
|  |                                     |  |  |  |  |  |  |  |  |  |  |  |  |  |  |  |
|  |                                     |  |  |  |  |  |  |  |  |  |  |  |  |  |  |  |
|  | 24. Вилијам Брендон (маршал)        |  |  |  |  |  |  |  |  |  |  |  |  |  |  |  |
|  |                                     |  |  |  |  |  |  |  |  |  |  |  |  |  |  |  |
|  |                                     |  |  |  |  |  |  |  |  |  |  |  |  |  |  |  |
|  | 12. Сер Вилијам Брендон             |  |  |  |  |  |  |  |  |  |  |  |  |  |  |  |
|  |                                     |  |  |  |  |  |  |  |  |  |  |  |  |  |  |  |
|  |                                     |  |  |  |  |  |  |  |  |  |  |  |  |  |  |  |
|  | 25. Елизабета Вингфилд              |  |  |  |  |  |  |  |  |  |  |  |  |  |  |  |
|  |                                     |  |  |  |  |  |  |  |  |  |  |  |  |  |  |  |
|  |                                     |  |  |  |  |  |  |  |  |  |  |  |  |  |  |  |
|  | 6. Чарлс Брендон                    |  |  |  |  |  |  |  |  |  |  |  |  |  |  |  |
|  |                                     |  |  |  |  |  |  |  |  |  |  |  |  |  |  |  |
|  |                                     |  |  |  |  |  |  |  |  |  |  |  |  |  |  |  |
|  | 26. Хенри Бруин                     |  |  |  |  |  |  |  |  |  |  |  |  |  |  |  |
|  |                                     |  |  |  |  |  |  |  |  |  |  |  |  |  |  |  |
|  |                                     |  |  |  |  |  |  |  |  |  |  |  |  |  |  |  |
|  | 13. Елизабета Бруин                 |  |  |  |  |  |  |  |  |  |  |  |  |  |  |  |
|  |                                     |  |  |  |  |  |  |  |  |  |  |  |  |  |  |  |
|  |                                     |  |  |  |  |  |  |  |  |  |  |  |  |  |  |  |
|  | 27. Елизабета Дарси                 |  |  |  |  |  |  |  |  |  |  |  |  |  |  |  |
|  |                                     |  |  |  |  |  |  |  |  |  |  |  |  |  |  |  |
|  |                                     |  |  |  |  |  |  |  |  |  |  |  |  |  |  |  |
|  | 3. Френсис Греј                     |  |  |  |  |  |  |  |  |  |  |  |  |  |  |  |
|  |                                     |  |  |  |  |  |  |  |  |  |  |  |  |  |  |  |
|  |                                     |  |  |  |  |  |  |  |  |  |  |  |  |  |  |  |
|  | 28. Едмунд Тјудор                   |  |  |  |  |  |  |  |  |  |  |  |  |  |  |  |
|  |                                     |  |  |  |  |  |  |  |  |  |  |  |  |  |  |  |
|  |                                     |  |  |  |  |  |  |  |  |  |  |  |  |  |  |  |
|  | 14. Хенри VII                       |  |  |  |  |  |  |  |  |  |  |  |  |  |  |  |
|  |                                     |  |  |  |  |  |  |  |  |  |  |  |  |  |  |  |
|  |                                     |  |  |  |  |  |  |  |  |  |  |  |  |  |  |  |
|  | 29. Маргарет Бофорт                 |  |  |  |  |  |  |  |  |  |  |  |  |  |  |  |
|  |                                     |  |  |  |  |  |  |  |  |  |  |  |  |  |  |  |
|  |                                     |  |  |  |  |  |  |  |  |  |  |  |  |  |  |  |
|  | 7. Мери Тјудор                      |  |  |  |  |  |  |  |  |  |  |  |  |  |  |  |
|  |                                     |  |  |  |  |  |  |  |  |  |  |  |  |  |  |  |
|  |                                     |  |  |  |  |  |  |  |  |  |  |  |  |  |  |  |
|  | 30. Едвард IV                       |  |  |  |  |  |  |  |  |  |  |  |  |  |  |  |
|  |                                     |  |  |  |  |  |  |  |  |  |  |  |  |  |  |  |
|  |                                     |  |  |  |  |  |  |  |  |  |  |  |  |  |  |  |
|  | 15. Елизабета од Јорка              |  |  |  |  |  |  |  |  |  |  |  |  |  |  |  |
|  |                                     |  |  |  |  |  |  |  |  |  |  |  |  |  |  |  |
|  |                                     |  |  |  |  |  |  |  |  |  |  |  |  |  |  |  |
|  | 31. Елизабета Вудвил (= 17)         |  |  |  |  |  |  |  |  |  |  |  |  |  |  |  |
|  |                                     |  |  |  |  |  |  |  |  |  |  |  |  |  |  |  |
|  |                                     |  |  |  |  |  |  |  |  |  |  |  |  |  |  |  |